# أنابايت
أنابايت (بالإنجليزية: Anapaite) (رمز IMA Anp) هو معدن فوسفات الكالسيوم والحديد بالصيغة: Ca2Fe2+(PO4)2·4H2O. يوجد عادة في تجاويف في الصخور الرسوبية الحاملة للحفريات. يوجد أيضًا في خامات الحديد الحاملة للفوسفات ونادرًا في البغماتيت، وعادة مع الجيوثايت والسيدريت والفيفيانيت.
سمي على اسم منطقة وجوده في منطقة أنابا الساحلية على البحر الأسود، شبه جزيرة تامان، روسيا. تشمل المواقع البارزة كيرتش (القرم، أوكرانيا)، بيلفير دي سيردانيا (ليدا، كاتالونيا، إسبانيا) وفالدارنو، توسكانا، إيطاليا.